# Polskiammina
Polskiammina es un género de foraminífero bentónico de la subfamilia Bykoviellinae, de la familia Trochamminidae, de la superfamilia Trochamminoidea, del suborden Trochamminina, y del orden Trochamminida. Su especie tipo es Arenoparrella mexicana var. asiatica. Su rango cronoestratigráfico abarca el Holoceno.

## Discusión
Clasificaciones previas hubiesen incluido Polskiammina en la subfamilia Vialoviinae, así como en el suborden Textulariina del orden Textulariida. Otras clasificaciones lo han incluido en el orden Lituolida.

## Clasificación
Polskiammina incluye a las siguientes especies:
- Polskiammina asiatica
- Polskiammina crassa